# Spoorlijn Neuilly-la-Forêt - Isigny-sur-Mer
De Spoorlijn Neuilly-la-Forêt - Isigny-sur-Mer was een Franse spoorlijn van Neuilly-la-Forêt naar Isigny-sur-Mer. De lijn was 5,1 km lang en heeft als lijnnummer 381 000.

## Geschiedenis
De lijn werd geopend door de Administration des chemins de fer de l'État op 3 juli 1881. In 1883 werd de exploitatie overgenomen door de Compagnie des chemins de fer de l'Ouest. Reizigersverkeer werd opgeheven op 2 oktober 1955, de lijn werd ook voor goederenvervoer gesloten op 7 mei 1971 en daar opgebroken.

## Aansluitingen
In de volgende plaats was er een aansluiting op de volgende spoorlijn:
Neuilly-la-Forêt
RFN 366 000, spoorlijn tussen Mantes-la-Jolie en Cherbourg